# Kulík hnědokřídlý
Kulík hnědokřídlý (Pluvialis dominica) je středně velký bahňák z čeledi kulíkovitých. Hnízdí na severní Sibiři a západní Aljašce; v Severní Americe hnízdí blízce příbuzný kulík Gmelinův (Pluvialis fulva). Ve svatebním šatu připomíná kulíka zlatého, černé zbarvení spodiny se však táhne až na boky a podocasní krovky (bílé jsou tedy jen strany hrudi, krku a široký nadoční proužek). Křídelní páska je mnohem méně výrazná. V prostém šatu je hůře odlišitelný, je však šedší (včetně břicha) a má výraznější nadoční proužek. Zatoulává se do západní Evropy, jednou byl zjištěn také na území České republiky (v září 1981 na údolní nádrži Rozkoš).